# Microspirobolus domesticus
Microspirobolus domesticus är en mångfotingart som beskrevs av Carl 1909. Microspirobolus domesticus ingår i släktet Microspirobolus och familjen slitsdubbelfotingar. Inga underarter finns listade i Catalogue of Life.